# J. Gordon Edwards
J. Gordon Edwards (Montreal, 24 de junio de 1867 - Nueva York, 31 de diciembre de 1925) fue un director, guionista y productor canadiense que desarrolló su carrera cinematográfica en Hollywood, durante la época del cine mudo.
Comenzó su carrera como agente director y productor de teatro en el Garden Theatre de St. Louis. Después, se trasladó a Nueva York y William Fox, el fundador de lo que hoy es la 20th Century Fox lo contrató. Edwards comenzó trabajando en la Fox Office Attractions Company (creada en 1913), que luego, en 1915, se integraría en la Fox Film Corporation. 
Tras contratarlo, Fox lo envió a Europa, con el objetivo de observar como se hacían en el Viejo Continente las llamadas películas de calidad. A su vuelta, en 1915, Edwards, se convertiría en el supervisor de la recién creada Fox Film y supervisó la primera película de la nueva compañía: Life's Shop Window de Harry Belmar y Herbert Brenon, remake de la película homónima que Edwards había dirigido un año antes. 
Además de dirigir, en Edwards, hay que destacar esta faceta de productor/supervisor, dado que, aunque directamente no figurase como productor, fue, desde el principio y hasta su muerte, el principal supervisor de producción de la Fox.
Aunque, Edwards comenzó rodando en los estudios de la compañía en Fort Lee (Nueva Jersey), pero cuando en 1919, Fox se traslada a California (Hollywood), Edwars se va con él.

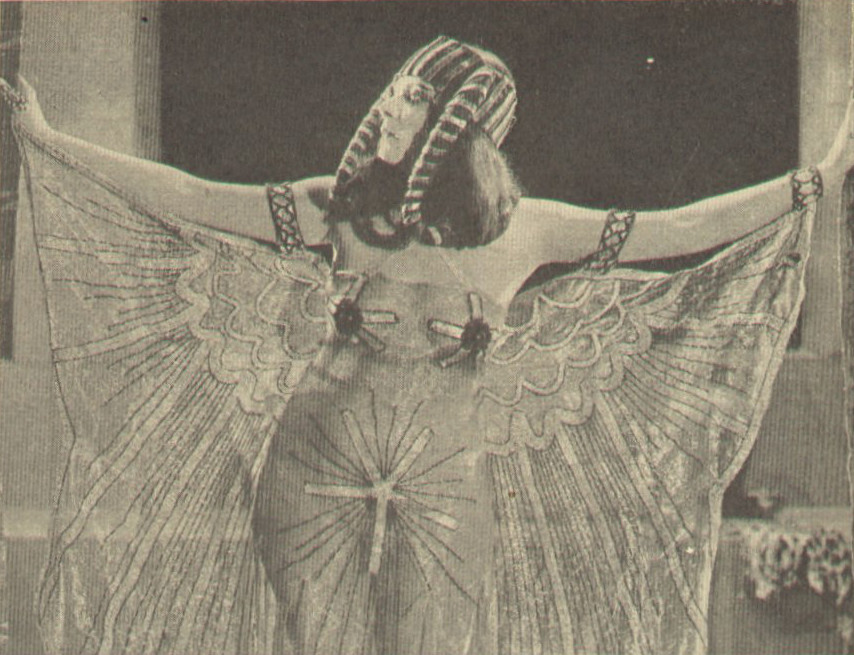
Theda Bara en Cleopatra (1917).

Edwards fue un hombre de confianza del estudio, por ello, rodó la mayoría de las películas de la estrella Theda Bara de 1916 a 1919 (23 películas). La estrella siempre dijo que era el director más agradable con el que había trabajado. 
Otros actores habituales en su películas fueron éstos:
- William Farnum.
- Raymond Nye.
- Stuart Holmes.
- Claire Whitney.
- Genevieve Blinn.
- Al Fremont.
- Walter Law.
- Herschel Mayall.
- Herbert Heyes.
- Alan Roscoe (a veces, en los créditos aparece con los alias: Al Roscoe, Allan Roscoe o Albert Roscoe).
- Henry Leone.
- Louise Lovely.
- Robert B. Mantell.
- Genevieve Hamper.
- Glen White.
- Florence Martin.
- Charles Clary.
- Alice Gale.
- Betty Nansen.
- Jane Lee.

En total, rodó como director 56 películas en una década, entre 1914 y 1924. Como productor, resulta más difícil seguirle la pista pues, al ser supervisor, muchas veces no está acreditada su intervención.
J. Gordon Edwards fue el abuelo político de Blake Edwards. Su hijo, Jack McEdwards, contrajo matrimonio con la madre de este.
J. Gordon Edwards murió de neumonía.

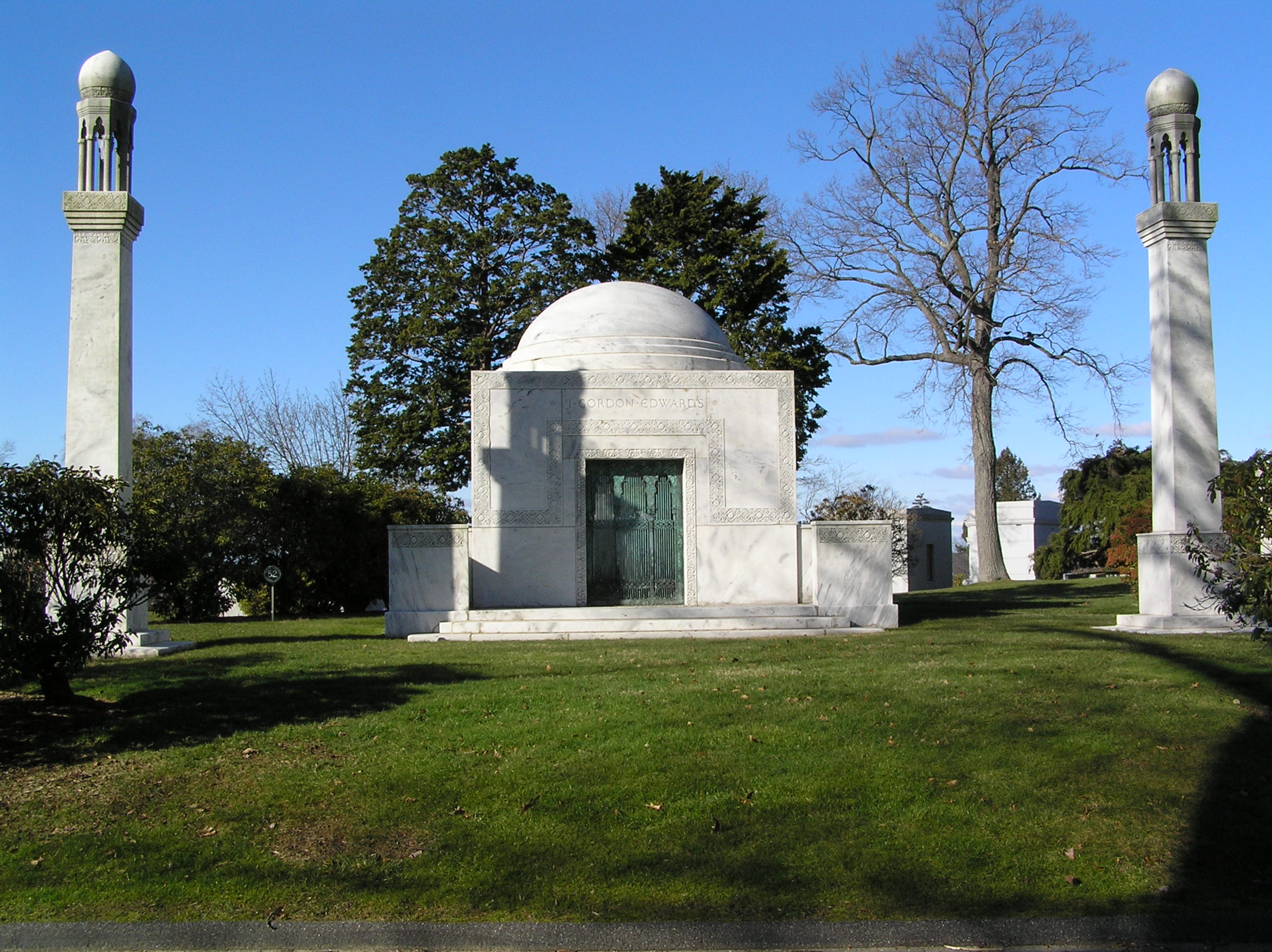
Tumba de J. Gordon Edwards en el Kensico Cemetery (Valhalla).

## Filmografía como director
1. 1914 - Life's shop window. Basada en una novela de Victoria Cross, protagonizada por Stuart Holmes y Claire Whitney.
2. 1914 - St. Elmo. Basada en la novela de Augusta Jane Evans Wilson (que la firma con el pseudónimo August J. Evans) que aparecerá como actriz en el film.
3. 1915 - A woman's resurrection. Basada en una novela de León Tolstói y protagonizada por Arthur Hoops, Betty Nansen, Stuart Holmes.
4. 1915 - Ana Karenina Basada en la novela homónima de León Tolstói. Protagonizada por Betty Nansen. Fue estrenada en abril de ese año.
5. 1915 - Blindness of devotion. Con guion de Edwards. protagonizada por Claire Whitney, Stuart Holmes, Henry Leone, Robert B. Mantell y Genevieve Hamper.
6. 1915 - Should a mother tell, protagonizada por Arthur Hoops, Claire Whitney, Stuart Holmes, Henry Leone y Betty Nansen.
7. 1915 - The Celebrated Scandal. Codirigida junto a James Durkin y protagonizada por Stuart Holmes y Betty Nansen.
8. 1915 - The galley slave protagonizada por Theda Bara, Claire Whitney, Stuart Holmes, Jane Lee y Henry Leone. Es la primera película que rodará Edwards con Theda Bara. Estrenada en noviembre de 1915.
9. 1915 - The song of hate. Basada en la ópera Tosca de Giacomo Puccini. Protagonizada por Betty Nansen y Claire Whitney.
10. 1915 - Unfaithful Wife. Protagonizada por Robert B. Mantell, Stuart Holmes, Genevieve Hamper.
11. 1916 - A wife's sacrifice. Protagonizada por Genevieve Hamper, Walter Miller, Stuart Holmes, Jane Lee y Genevieve Blinn. Edward diseño el escenario.
12. 1916 - Her double life con Theda Bara, Stuart Holmes y Jane Lee. Estrenada el 11 de septiembre.
13. 1916 - Romeo y Julieta (Romeo and Juliet), basada en la obra homónima de William Shakespeare. Codirigida junto a Maxwell Karger. Protagonizada por Theda Bara, Walter Law, Glen White, Alice Gale y Jane Lee. Rodada en Fort Lee.

1. 1916 - The green-eyed monster. Protagonizada por Genevieve Hamper, Stuart Holmes y Henry Leone.
2. 1916 - The spider and the fly. Protagonizada por Stuart Holmes, Genevieve Hamper, Robert B. Mantell, Walter Miller y Walter Law.
3. 1916 - Bajo dos banderas (Under two flags). Estrenada el 31 de julio de 1916. Protagonizada por Theda Bara Herbert Heyes y Stuart Holmes. Basada en la novela homónima de Ouida (Seudónimo de Louise de la Ramée). En 1936, se hizo una nueva adaptación dirigida por Frank Lloyd.
4. 1916 - The vixen con Theda Bara y Herbert Heyes. Estrenada el 4 de diciembre.
5. 1917 - Camille. Adaptación de la novela La dama de las camelias de Alejandro Dumas. Protagonizada por Theda Bara, Walter Law, Glen White, Alice Gale y Stuart Holmes. Fue estrenada el 10 de febrero.

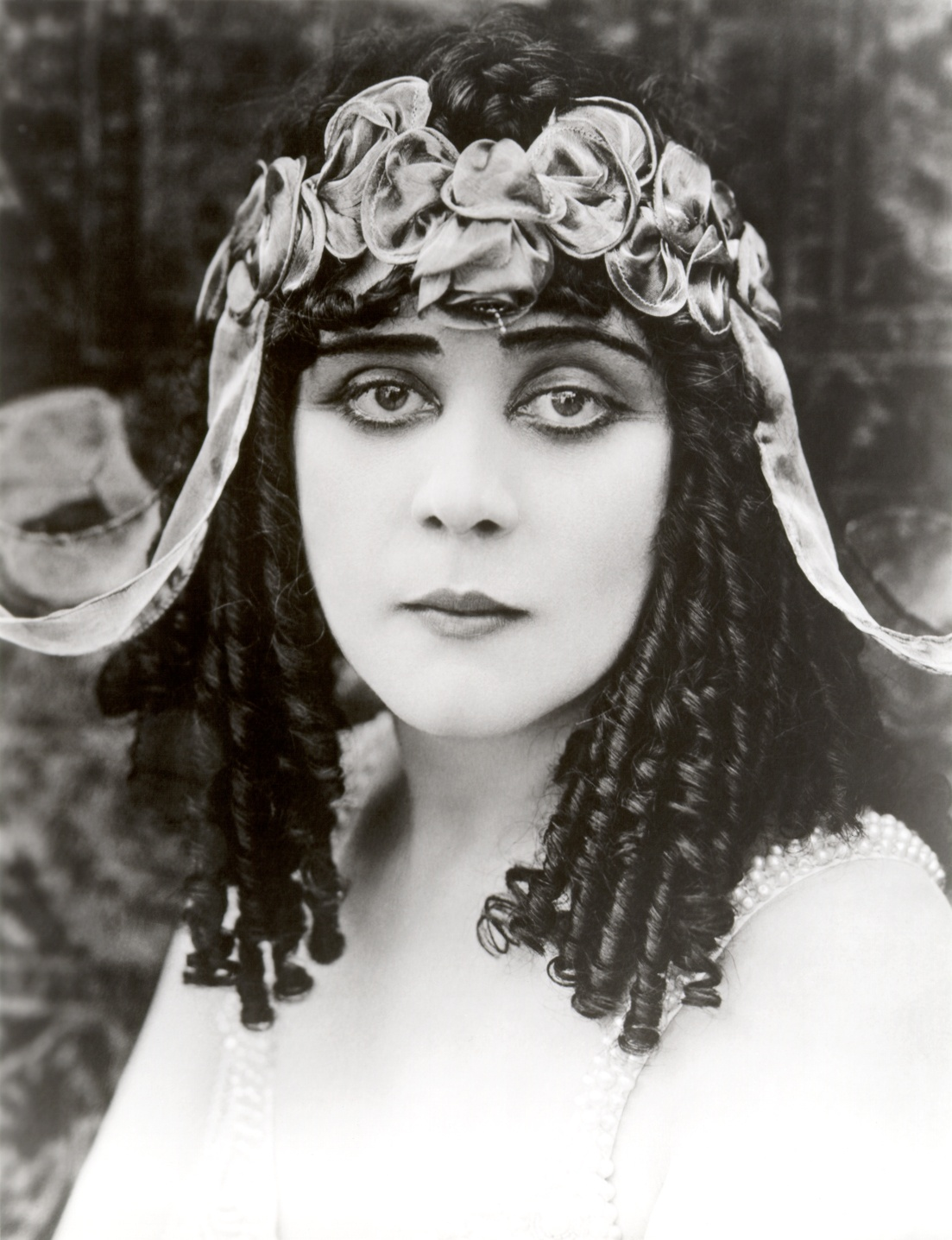
Theda Bara en Cleopatra (1917).

1. 1917 - Cleopatra. Recreación de los amores de Cleopatra y Julio César. Theda Bara da vida a Cleopatra, la gran faraona egipcia. Fritz Leiber de vida a Julio César, el dictador romano. Además, de Theda Bara y Fritz Leiber, en el reparto figuran Art Acord, Herschel Mayall y Genevieve Blinn. La película fue estrenada el 14 de octubre de 1917 en el Lyric Theatre de Nueva York.
2. 1917 - Heart and soul. Basada en la novela Jess de H. Rider Haggard. Protagonizada por Theda Bara, Art Acord, Glen White, Stuart Holmes, Alice Gale y Walter Law. Estrenada el 21 de mayo.
3. 1917 - Her greatest love con Theda Bara, Alice Gale y Glen White. Basada en una novela de Ouida. Estrenada el 2 de abril
4. 1917 - Madame du Barry con Theda Bara, Charles Clary, Al Fremont, Herschel Mayall y Genevieve Blinn. Basada en una novela de Alejandro Dumas. No confundir con la Madame du Barry de 1919, dirigida por Ernst Lubitsch y protagonizada por Pola Negri, ni con la película titulada Du Barry de Edoardo Bencivenga de 1915. De esta película no se conserva ninguna copia, por lo que se considera como pérdida, lo que no significa que en algún momento no pudiera aparecer algún negativo guardado en algún lugar.
5. 1917 - Tangled lives. Basada en la novela The Woman in White de Wilkie Collins. Protagonizada por Genevieve Hamper, Stuart Holmes, Henry Leone, Genevieve Blinn, Walter Miller y Jane Lee.
6. 1917 - The darling of Paris con Theda Bara, Glen White, Walter Law, Alice Gale y Herbert Heyes. La película se basa en la novela Nuestra Señora de París de Victor Hugo. La película fue estrenada el 21 de enero de 1917 y, reestrenada dos años después (16 de febrero de 1919), tras un nuevo montaje.
7. 1917 - The jungle gold.
8. 1917 - The rose of blood con Theda Bara, Charles Clary, Herschel Mayall y Genevieve Blinn. Basada en el relato The Red Rose de Ryszard Ordynski. Estrenada el 4 de noviembre de 1917.
9. 1917 - The tiger woman. codirigida junto a George Bellamy. Protagonizada por Theda Bara, Glen White, Florence Martin y Herbert Heyes. Estrenada el 19 de febrero.
10. 1918 - Salome con Theda Bara, G. Raymond Nye, Al Fremont y Herbert Heyes. Esta versión sobre el pasaje bíblico (Nuevo Testamento) de Salomé y Juan el Bautista se cree pérdida. No se conserva ninguna copia conocida. No confundir con la versión de idéntico título dirigido por Charles Bryant y estrenado en 1923.
11. 1918 - The forbidden path con Theda Bara, Florence Martin y Walter Law. Basada en la historia From the Depths de E. Lloyd Sheldon. Se estrenó el 3 de febrero. Actualmente (2005), la película se lista entre las pérdidas.
12. 1918 - The she devil con Theda Bara y Alan Roscoe. La película fue estrenada el 10 de noviembre. No se conserva ninguna copia conocida.
13. 1918 - The soul of buddha con Theda Bara, Tony Merlo y Florence Martin. Se estrenó el 21 de abril de 1918. La película está basada en una historia original de la propia Theda Bara. Es una película presuntamente pérdida.
14. 1918 - Under the yoke con Theda Bara, Alan Roscoe y G. Raymond Nye. Basada en la historia Maria of the roses de George Scarborough. Estrenada el 9 de junio.
15. 1918 - When a woman sins con Theda Bara, Alan Roscoe y Al Fremont. Actualmente (2005), no se conserva ninguna copia conocida del film.
16. 1919 - A woman there was con Theda Bara y William B. Davidson. Se basa en la historia Creation’s Tears de Neje Hopkins. Fue estrenada el 1 de junio.
17. 1919 - The last of the Duanes. Protagonizada por William Farnum, G. Raymond Nye, Louise Lovely, Lamar Johnstone y Genevieve Blinn. Basada en una historia original de la novelista de westerns Zane Grey. La novela ha sido adaptada, al menos, otras cuatro veces a la pantalla 1924, 1930 y 1941.
18. 1919 - The light con Theda Bara, Robert Walker y Florence Martin. Fue estrenada el 12 de enero de 1919. No se conserva ninguna copia conocida de la película.
19. 1919 - The lone star ranger. Basada en la novela homónima de Zane Grey. Protagonizada por William Farnum, Louise Lovely G. Raymond Nye y Lamar Johnstone (quien falleció el 21 de mayo de ese año, antes de que finalizase la grabación del film). No confundir con la versión de 1923 de idéntico título dirigido por Lambert Hillyer y protagonizado por Tom Mix.
20. 1919 - The siren's song con Theda Bara, Al Fremont y Alan Roscoe. Estrenada el 4 de mayo.
21. 1919 - When men desire con Theda Bara, G. Raymond Nye y Florence Martin. Basado en la historia The Scarlet Altars de J. Searle Dawley y E. Lloyd Sheldon. Estrenada el 9 de marzo. No se conserva ninguna copia conocida.
22. 1919 - Wings of the morning con William Farnum, G. Raymond Nye, Louise Lovely, Herschel Mayall y Genevieve Blinn. Basado en una novela de Louis Tracy.
23. 1919 - Wolves of the Night con William Farnum, Charles Clary, Al Fremont, Louise Lovely, Lamar Johnstone y G. Raymond Nye.
24. 1920 - Drag Harlan con William Farnum, Jackie Saunders, Herschel Mayall, G. Raymond Nye y Al Fremont. Estrenada el 24 de octubre.
25. 1920 - Heart strings, protagonizada por William Farnum, Gladys Coburn y Betty Hilburn.
26. 1920 - Si yo fuera rey (If I Were King) con William Farnum, Betty Ross Clarke, Fritz Leiber y Walter Law. Basada en la novela homónima de Justin Huntly McCarthy]. Aunque son inconfundibles, porque una es muda y la otro sonora, no confundir con la película de 1938 de Frank Lloyd.
27. 1920 - The adventurer con William Farnum y Estelle Taylor. No confundir con el cortometraje de Charles Chaplin de idéntico título de 1917. (En español traducido como El evadido, El presidiario o el aventurero según países).
28. 1920 - The joyous troublemakers protagonizada por William Farnum, Louise Lovely, Claire de Lorez, G. Raymond Nye, Al Fremont y Henry Hebert.
29. 1920 - The orphan con William Farnum, Louise Lovely, Al Fremont y G. Raymond Nye. Basada en una novela de Clarence E. Mulford. No confundir con la película británica de 1913 de idéntico título (dirigida por Theo Frenkel). Ni, por supuesto, con el film a todo color y con sonido de John Ballard (1979).
30. 1920 - The scuttlers. Basada en una novela de Clyde Westover. Protagonizada por William Farnum, Al Fremont, G. Raymond Nye, Jackie Saunders, Herschel Mayall y Claire de Lorez.
31. 1920 - Wings of the morning con William Farnum, G. Raymond Nye, Herschel Mayall y Louise Lovely. Basada en una novela de Lucy Tracy. No confundir con la película homónima de Harold D. Schuster (1937).
32. 1921 - La reina de Saba (The queen of Sheba) protagonizada por Betty Blythe, Claire de Lorez, G. Raymond Nye, Herbert Heyes, Herschel Mayall, Al Fremont y Fritz Leiber. Edwards también firmó el guion.
33. 1921 - His greatest sacrifice. Protagonizada por William Farnum, Henry Leone, y Alice Fleming.
34. 1922 - Nero. Film sobre Nerón protagonizado por Jacques Grétillat y Sandro Salvini. También es conocida con el título alternativo de Nero and Agrippina (Nerón y Agripina).

1. 1923 - The silent command. Protagonizada por Edmund Lowe, Béla Lugosi, Florence Martin y Carl Harbaugh,. En la película también interviene como actor uno de los hijos del director, Gordon McEdward.
2. 1923 - The net basada en la novela The Woman's Law de Maravene Thompson. Protagonizada por Barbara Castleton, Raymond Bloomer, Alan Roscoe y Claire de Lorez
3. 1923 - Shepherd King protagonizada por Violet Mersereau y Edy Darclea. En la película también interviene como actor uno de los hijos del director, Gordon McEdward.
4. 1924 - It Is the Law protagonizada por Arthur Hohl, Olaf Hytten, Herbert Heyes y Mona Palma.